# Ethel Hays
Ethel Hays (Billings, 13 de marzo de 1892 – 19 de marzo de 1989) fue una dibujante estadounidense que se especializó en tiras de prensa de temática flapper durante los años 1920 y 1930. Dibujaba en estilo art déco. En la última parte de su carrera, durante las décadas de 1940 y 1950, se convirtió en una de las ilustradoras de libros infantiles más destacadas del país.

## Biografía

### Primeros años
Nació y creció en Billings, Montana. Tras graduarse del instituto, donde había sido ilustradora del periódico escolar, asistió a la Escuela de Arte y Diseño de Los Ángeles y después a la Liga de estudiantes de arte de Nueva York. Obtuvo una beca para la Academia Julian en París, pero el comienzo de la Primera Guerra Mundial interrumpió sus estudios en Europa. En aquella época, Hays iba a convertirse en pintora de bellas artes.
Aprendió, en sus palabras, "a pintar cuadros bonitos, sin soñar nunca que no era una pintora de cuadros bonitos". Durante la Primera Guerra Mundial se encargó de enseñar pintura a los soldados convalecientes en los hospitales del ejército. Tras encontrarse con un grupo de estudiantes mucho más interesados en aprender caricatura, decidió aprender ella misma esa materia. Se inscribió en el curso por correspondencia de la Landon School of Illustration and Cartooning y pudo instruir a su clase. En este entorno, su estilo de dibujar mujeres obtuvo una gran aprobación.

### Cómics e ilustraciones para periódicos
Esta experiencia con el arte del cómic cambió el curso de su carrera. Posteriormente, Hays recibió una oferta de trabajo como ilustradora para el periódico Cleveland Press, un trabajo que le consiguió el propio diseñador del curso por correspondencia, Charles N. Landon. Poco después, Landon promocionaría a Ethel Hays como una de las "exalumnas que ahora son dibujantes de cómics de éxito" en sus anuncios de revistas de la década de 1920.
El primer trabajo de Hays en el Cleveland Press fue para una sección de moda llamada Vic and Ethel, que consistía en una sátira de temática flapper y comentarios sociales acompañados de sus caricaturas. Su primera tira cómica para la Newspaper Enterprise Association (NEA) se derivó de esos trabajos y se llamó simplemente Ethel. En ella, Hays continuó relatando la época en que las mujeres "se cortaban el pelo y practicaban deportes activos". Incluso al comienzo de su carrera, el estilo de Hays era descrito como "ya pulido e impresionantemente encantador".

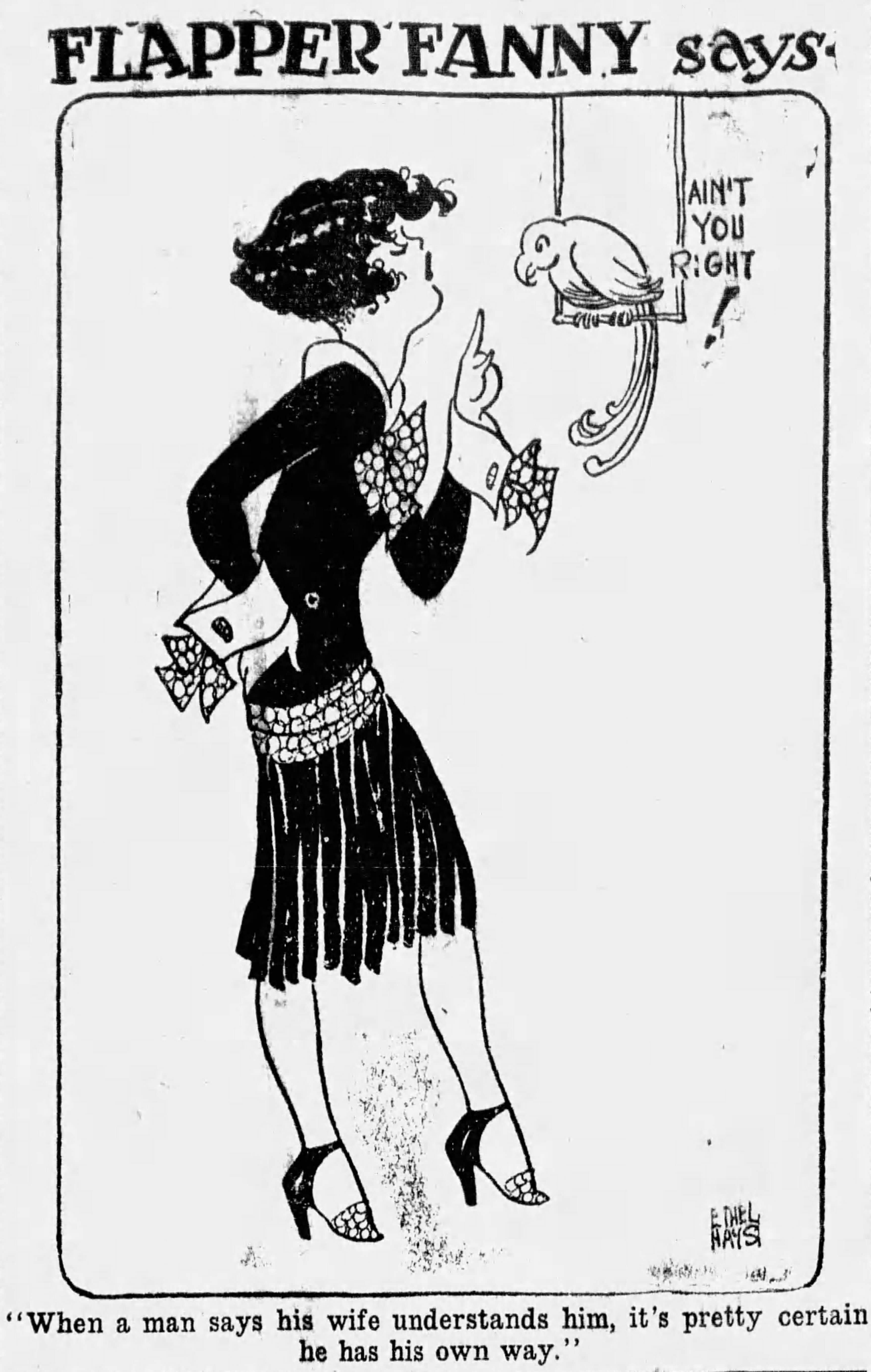
Una tira de la serie Flapper Fanny Says (1925): "Cuando un hombre dice que su esposa lo entiende, es bastante seguro que se sale con la suya" ("When a man says his wife understands him, it's pretty certain he has his own way").

También dibujó una conocida serie de viñetas de un solo panel llamada Flapper Fanny Says, iniciada en 1924 y publicada por NEA, la que posteriormente fue expandida a una página dominical en 1928. En esos trabajos, que presentaban una ilustración flapper y una ocurrencia, Hays "se alejó del estilo elegante de Nell Brinkley, dibujando mujeres más finas con cabello corto, algunas incluso con pantalones". Sus caricaturas inspiraron la competencia, durante un tiempo, de la tira Flapper Filosofy de Faith Burrows, que tenía una temática similar y era publicada por la empresa King Features Syndicate.
En 1925, Hays se casó con W.C. Simms de Kansas City, Misuri (siguió utilizando su nombre de soltera para firmar sus obras durante toda su carrera). En 1928 ya era madre. Después de tener su segundo hijo, la carga de trabajo diaria se hizo demasiado pesada y, hacia 1931, le cedió Flapper Fanny Says a la dibujante Gladys Parker. Sin embargo, entre 1931 y 1936 encontró tiempo para ilustrar al menos 17 historias del prolífico autor Ellis Parker Butler que se distribuyeron a los periódicos. Hays siguió realizando otros trabajos para NEA, como ilustraciones a toda página y montajes para la revista Every Week, un suplemento de periódico dominical. Su última tira cómica para NEA fue Marianne, que debutó alrededor de febrero de 1936 y se publicó semanalmente. En relación con este periodo de su carrera, el historiador Allan Holtz escribió: "Aunque el arte de Hays era clásico, los chistes eran estrictamente material de libro de bromas. Se notaba que su corazón ya no estaba en ello".  Su última entrega fue publicada el 26 de diciembre de 1937, aunque la tira continuó sin ella durante uno o dos años más.

### Ilustración de libros infantiles
Entre 1938 y 1940, Hays trabajó para The Christian Science Monitor dibujando caricaturas para acompañar una serie de poemas llamados "Manly Manners". Posteriormente se publicó un libro instructivo para niños que recopilaba esos trabajos. Durante esta época sus dibujos también aparecieron en un calendario. Estas ilustraciones de niños jugando presagiaban en estilo y contenido el trabajo de la siguiente etapa de su carrera.
Hays ya había ilustrado libros al principio de su carrera profesional, pero después de dejar atrás las tiras de prensa empezó a trabajar más extensamente para editoriales de libros infantiles, ilustrando una variedad de rimas infantiles, cuentos de Navidad y abecedarios. Algunos de sus trabajos más importantes retrataban a los personajes Raggedy Ann y Andy para la editorial Saalfield Publishing Company de Akron, Ohio. La empresa había obtenido la licencia de Johnny Gruelle Company en 1944 para producir libros de cuentos, libros para colorear, muñecas de papel y folletos de Raggedy Ann. La mayor parte del trabajo artístico recayó en Hays. Al haber recibido formación en pintura, era idónea para este tipo de ilustraciones a todo color.
En las décadas de 1930 y 1940, Hays ilustró Puzzle Pages para la editorial McCormick-Mathers de Wichita, Kansas. Puzzle Pages ha sido descrita como "una serie de ejercicios de lectura" para escolares. Las páginas del libro incluían secciones para leer y escribir, así como palabras y dibujos para actividades de recortar y pegar. Los alumnos podían colorear las ilustraciones de Hays. Los derechos de autor de la serie se renovaron al menos hasta la década de 1970.

## Legado
Ethel Hays ha sido calificada como "una de las dibujantes de más éxito de la década de 1920". La historiadora del cómic Trina Robbins escribió que Hays fue "sin duda la más brillante de las dibujantes influidas por Nell Brinkley". Russell Patterson y John Held, Jr. también se cuentan entre sus primeras influencias. El artista Roy Crane recibió la influencia de Hays, especialmente en el dibujo de mujeres. Las ilustraciones de Hays en los periódicos ayudaron a promover la idea del estilo de moda de los años 1920 y 1930 conocido como flapper.